# Giulio Basletta
Giulio Basletta (n. 5 mai 1890, Vigevano, Lombardia, Regatul Italiei – d. 5 februarie 1975, Vigevano, Lombardia, Italia) a fost un scrimer italian, medaliat olimpic. A participat la două ediții ale Jocurilor Olimpice (1924, 1928) în care a câștigat o medalie de bronz.